# Rebutia chrysacantha kesselringiana

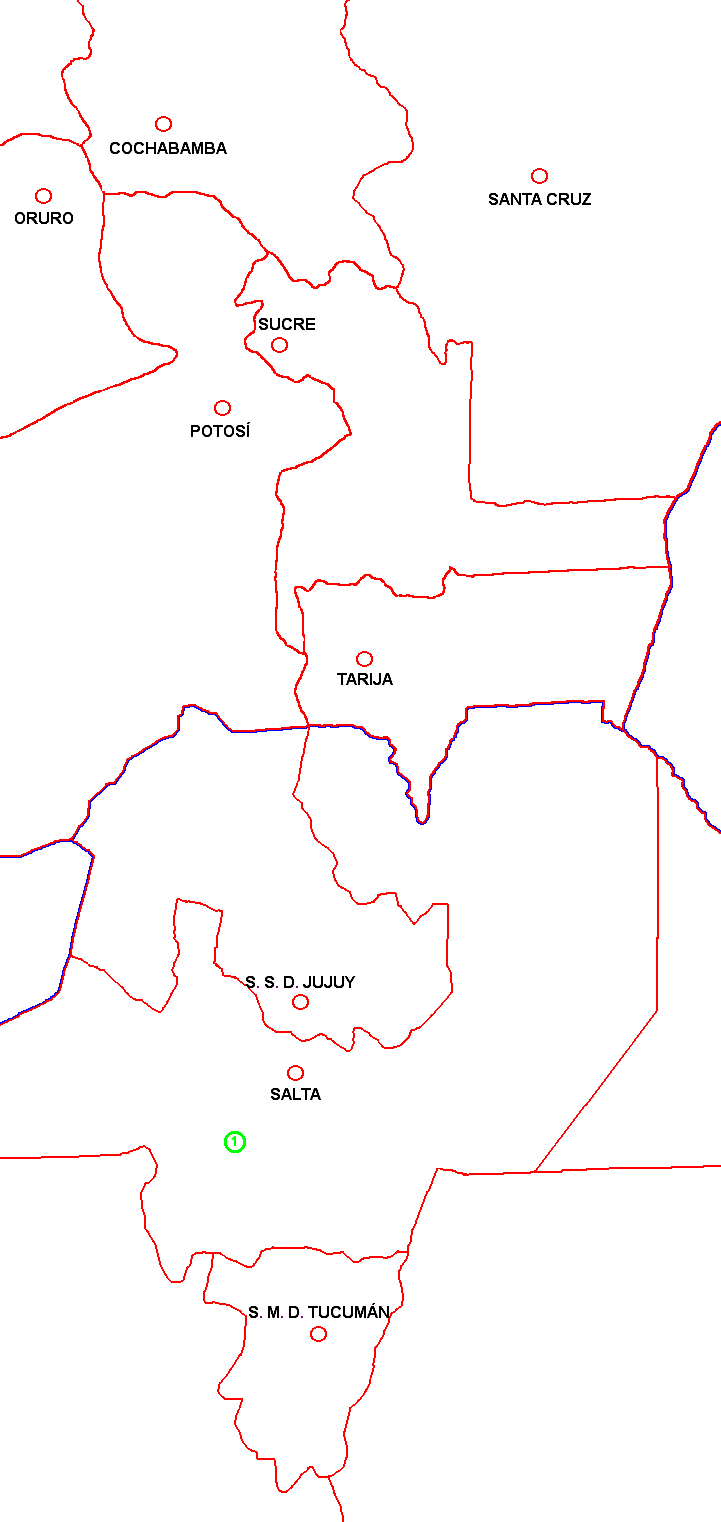
Mapa rozšíření R. chrysacantha var. kesselringiana

Rebutia chrysacantha var. kesselringiana je zajímavá a pěstitelsky vděčná barevná odchylka z příbuzenského okruhu R. chrysacantha, která se mezi staršími zástupci rodu rebucie v našich sbírkách stále ještě dosti často objevuje. Své jméno var. kesselringiana dostala na počest Wilhelma Kesselringa, německého botanika, inspektora botanické zahrady v Darmstadtu.

 

## Rebutia chrysacanthaBackeb. var.kesselringiana(Bewer.) Donald ex Šída
Šída, Otakar; Rod Rebutia, p. 18, 1997
Basionym:
Rebutia senilis Backeb. var. kesselringiana Bewer. 1947
Sekce Rebutia, řada Senilis
Synonyma: 
- Rebutia chrysacantha Backeb. var. kesselringiana (Bewer.) Donald nom.inval. 1954
- Rebutia senilis Backeb. f. kesselringiana (Bewer.) Buin. et Don. 1965

### Popis
Stonky kolovité až protáhlé, až 60 mm široké, jednoduché až odnožující. Žebra rozložená v kuželovité hrbolky, areoly bíle plstnaté, asi 6 mm navzájem vzdálené. Trnů 30 – 35, jemně štětinovité až poněkud silnější, 8 – 12 mm dlouhé, bílé až nažloutlé; okrajové a středové trny těžko rozlišitelné.
Květy nálevkovité, až 45 mm široké; poupata světle nažloutle zelená; květní lůžko světle žluté, vně pokryté holými, světle zelenými šupinami; květní trubka světle žlutá s nažloutle zelenými šupinami; jícen nazelenale žlutý; nitky světle zlatožluté s bledě žlutými prašníky; čnělka nažloutle bílá, blizna bělavá; okvětní lístky kopisťovité s malou špičkou, vnitřní zlatožluté, vnější světle žluté. Plod olivově zbarvený, kulovitý, asi 5 mm velký, pokrytý několika holými šupinami, vysychající a nepravidelně se rozpadající. Semena podlouhle čepičkovitá, leskle černá, asi 1 mm dlouhá, s jemně bradavčitou testou a bílým hilem.

### Variety a formy
Var. kesselringiana se ve sbírkách vyskytuje v několika klonech, které jsou samy značně jednotné. Jeden z nich má tělo více kulovité a bělejší trny, druhý roste více sloupovitě, více odnožuje a trny jsou zřetelněji žluté. Další rostliny, které také s určitostí odpovídají této varietě, lze už po několik desetiletí občas nalézt v našich sbírkách pod jménem R. glomeriseta a nemají nic společného se stejnojmenným druhem rodu  Sulcorebutia . Tyto rostliny jsou déle kulovité s poněkud širšími těly a výrazné, delší a hustší nažloutlé otrnění.

### Výskyt a rozšíření
Varieta byla popsána roku 1947 jako Rebutia senilis var. kesselringiana Bewer. podle rostlin z kultury bez zřejmé vazby na konkrétní přírodní nález. V přírodě nebyla ani později znovu nalezena, lze však předpokládat původ v okolí ostatních nálezů z okruhu R. senilis – R. chrysacantha, v severní Argentině, (provincie Salta, nejspíše v oblasti Quebrada del Toro).